# 12 de Octubre, Mexiko
12 de Octubre är en ort i Mexiko.   Den ligger i kommunen Altamirano och delstaten Chiapas, i den sydöstra delen av landet, 800 km öster om huvudstaden Mexico City. 12 de Octubre ligger 1 251 meter över havet och antalet invånare är 105.
Terrängen runt 12 de Octubre är kuperad. Runt 12 de Octubre är det ganska glesbefolkat, med 30 invånare per kvadratkilometer. Närmaste större samhälle är Morelia, 8,8 km öster om 12 de Octubre. I omgivningarna runt 12 de Octubre växer i huvudsak städsegrön lövskog.